# Miodrag Božović
Pour les articles homonymes, voir Božović.
Miodrag Božović (en cyrillique : Миодраг Божовић), (né le 22 juin 1968 à Mojkovac à l'époque en Yougoslavie et aujourd'hui au Monténégro) est un footballeur et entraîneur monténégrin.

## Biographie

### Carrière de j|ueur
Božović fait ses débuts professionnels au Budućnost Titograd où il évolue de 1986 à 1992. Il rejoint par la suite l'Étoile rouge de Belgrade avec qui il remporte la Coupe de Yougoslavie en 1993. Après un passage de deux ans en Indonésie au Pelita Jaya entre 1994 et 1996 suivi d'une saison à Chypre à l'APOP Kinyras Peyias, il rejoint le championnat néerlandais en s'engageant avec le RKC Waalwijk pour la saison 1997-1998. Après avoir contribué au maintien du club en première division, il s'en va pour le club japonais de l'Avispa Fukuoka pour la fin de la saison 1998. Il termine finalement sa carrière en deuxième division néerlandaise avec le RBC Roosendaal en 2000 à l'âge de 32 ans.

## Statistiques

### Statistiques de joueur
| Saison                | Club                     | Championnat           | Championnat | Championnat | Coupe(s) nationale(s) | Coupe(s) nationale(s) | Total | Total |
| Saison                | Club                     | Division              | M.          | B.          | M.                    | B.                    | M.    | B.    |
| 1987-1988             | Budućnost Titograd       | D1                    | 10          | 0           | -                     | -                     | 10    | 0     |
| 1988-1989             | Budućnost Titograd       | D1                    | 30          | 3           | -                     | -                     | 30    | 3     |
| 1989-1990             | Budućnost Titograd       | D1                    | 23          | 0           | -                     | -                     | 23    | 0     |
| 1990-1991             | Budućnost Titograd       | D1                    | 24          | 1           | -                     | -                     | 24    | 1     |
| 1991-1992             | Budućnost Titograd       | D1                    | 15          | 2           | -                     | -                     | 15    | 2     |
| 1992-1993             | Budućnost Titograd       | D1                    | 5           | 0           | -                     | -                     | 5     | 0     |
| Sous-total            | Sous-total               | Sous-total            | 107         | 6           | -                     | -                     | 107   | 6     |
| 1992-1993             | Étoile rouge de Belgrade | D1                    | 26          | 0           | -                     | -                     | 26    | 0     |
| 1993-1994             | Étoile rouge de Belgrade | D1                    | 25          | 1           | -                     | -                     | 25    | 1     |
| 1994-1995             | Étoile rouge de Belgrade | D1                    | 1           | 0           | -                     | -                     | 1     | 0     |
| Sous-total            | Sous-total               | Sous-total            | 52          | 1           | -                     | -                     | 52    | 1     |
| 1997-1998             | RKC Waalwijk             | D1                    | 19          | 1           | -                     | -                     | 19    | 1     |
| 1998                  | Avispa Fukuoka           | D1                    | 8           | 0           | -                     | -                     | 8     | 0     |
| 1999-2000             | RBC Roosendaal           | D2                    | 5           | 0           | -                     | -                     | 5     | 0     |
| Total sur la carrière | Total sur la carrière    | Total sur la carrière | 191         | 8           | -                     | -                     | 191   | 8     |

### Statistiques d'entraîneur
| Amkar Perm               | 9 janvier 2008    | 28 novembre 2008  | 34  | 15  | 12 | 7   | 44,1 |
| FK Moscou                | 28 novembre 2008  | 25 février 2010   | 34  | 16  | 9  | 9   | 47,1 |
| Dynamo Moscou            | 28 avril 2010     | 21 avril 2011     | 31  | 11  | 11 | 9   | 35,5 |
| Amkar Perm               | 29 septembre 2011 | 11 juin 2012      | 19  | 9   | 5  | 5   | 47,4 |
| FK Rostov                | 11 juin 2012      | 25 septembre 2014 | 74  | 20  | 19 | 35  | 27,0 |
| Lokomotiv Moscou         | 4 octobre 2014    | 11 mai 2015       | 21  | 10  | 6  | 5   | 47,6 |
| Étoile rouge de Belgrade | 29 mai 2015       | 7 mai 2017        | 84  | 63  | 11 | 10  | 75,0 |
| Arsenal Toula            | 18 juin 2017      | 20 mai 2018       | 31  | 13  | 6  | 12  | 41,9 |
| Krylia Sovetov Samara    | 5 octobre 2018    | 28 juin 2020      | 49  | 13  | 7  | 29  | 26,5 |
| Arsenal Toula            | 3 septembre 2021  | 6 juin 2022       | 27  | 6   | 7  | 14  | 22,2 |
| Total                    | Total             | Total             | 404 | 176 | 93 | 135 | 43,6 |

## Palmarès
En tant que joueur
- Étoile rouge de Belgrade
  - Vainqueur de la Coupe de Yougoslavie en 1993.

En tant qu'entraîneur
- Amkar Perm
  - Finaliste de la Coupe de Russie en 2008.

- FK Rostov
  - Vainqueur de la Coupe de Russie en 2014.

- Étoile rouge de Belgrade
  - Champion de Serbie en 2016.